# Liotyphlops wilderi
Liotyphlops wilderi — вид змій родини американських сліпунів (Anomalepididae). Ендемік Бразилії. Вид названий на честь американського натураліста Берт Гріна Вайлдера.

## Поширення і екологія
Liotyphlops wilderi мешкають в штатах Ріо-де-Жанейро і Мінас-Жерайс на південному сході Бразилії. Вони живуть у вологих атлантичних лісах, сезонно вологих лісах і саванах серрадо.